# Fontana della Lupa
Fontana della Lupa ("Varginnefontänen") var en fontän i hörnet av Via della Lupa och Via dei Prefetti i Rione Campo Marzio i Rom. Den uppfördes på 1570-talet och försågs med vatten från Acqua Vergine.

## Beskrivning
En latinsk inskription från år 1578 på gården till det närbelägna Palazzo Capilupi minner om fontänen. Huset Capilupis vapen visar ett varghuvud.
Inskriptionen berättar om hur varginnan gav di åt två tvillingpojkar, det vill säga Romulus och Remus. Människor i alla åldrar erbjuds att här hämta varginnans ljuva vatten och bära hem det i väl rengjorda kannor. Dock förbjuds hästar och åsnor samt hundar och getter att dricka från fontänen.

## Bilder
| - Hörnet av Via della Lupa och Via dei Prefetti. - Huset Capilupis vapen. |